# Jaime King

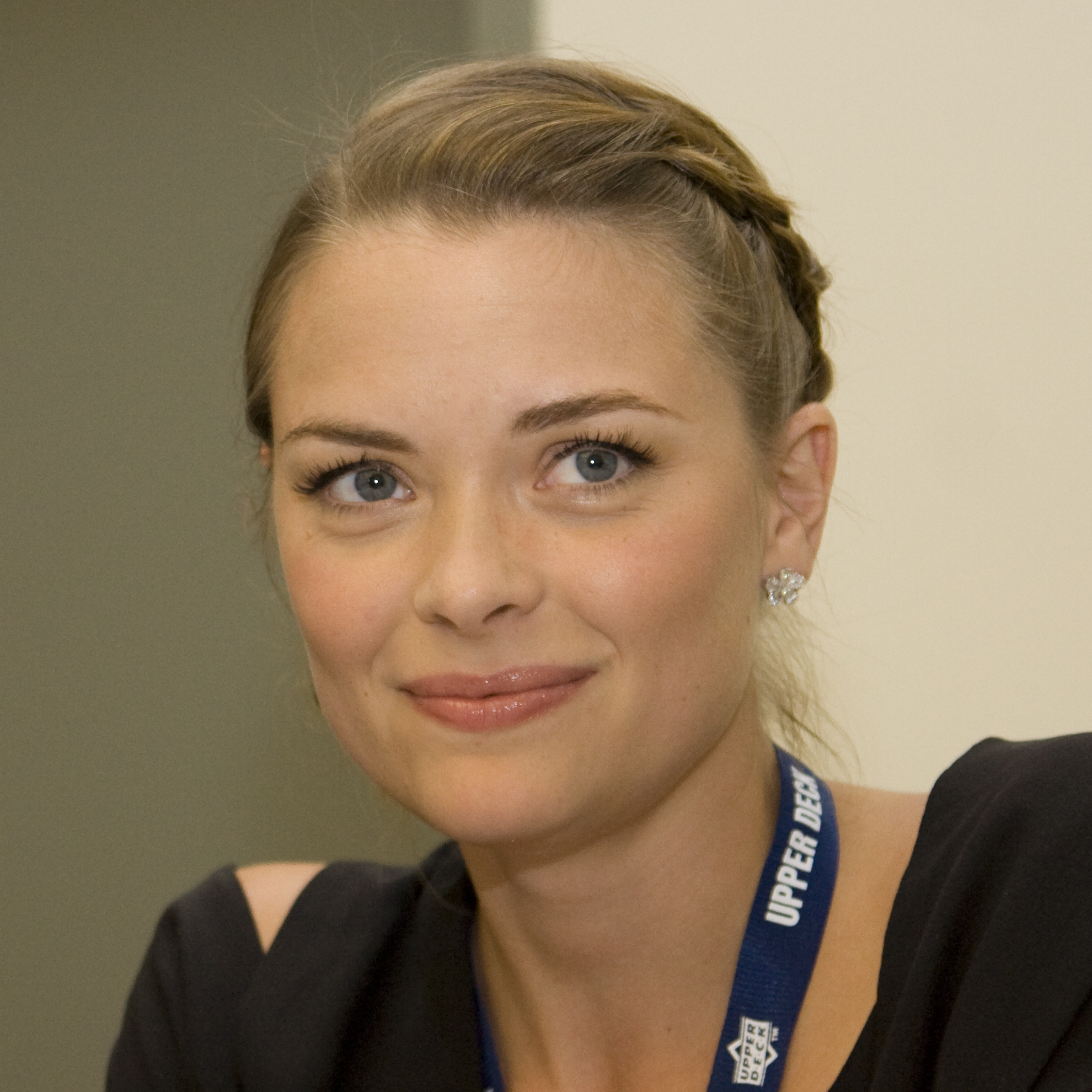
Jamie King (2008)

Jaime King (ur. 23 kwietnia 1979 w Omaha) – amerykańska aktorka i modelka.
Wystąpiła w teledysku do piosenki „Summertime Sadness” Lany Del Rey.

## Filmografia
| Filmy |                                    |                                   |                          |                                                       |                         |
| Rok   | Tytuł oryginalny                   | Tytuł polski                      | Rola                     | Uwagi                                                 | Źr                      |
| 2001  | Happy Campers                      | Wesoły obóz                       | Pixel                    | wymieniona w napisach pod nazwiskiem James King       | [ 1 ] [ 2 ] [ 3 ]       |
| 2001  | Blow                               | –                                 | Kristina Jung            | wymieniona w napisach pod nazwiskiem James King       | [ 1 ] [ 2 ] [ 3 ]       |
| 2001  | Pearl Harbor                       | –                                 | pielęgniarka Betty Bayer | wymieniona w napisach pod nazwiskiem James King       | [ 1 ] [ 2 ] [ 3 ]       |
| 2002  | Four Faces of God                  | Cztery twarze Boga                | Sam                      |                                                       | [ 1 ]                   |
| 2002  | Slackers                           | Luzacy                            | Angela Patton            | wymieniona w napisach pod nazwiskiem James King       | [ 1 ] [ 2 ] [ 3 ]       |
| 2002  | Lone Star State of Mind            | Kowboje i idioci                  | Baby                     |                                                       | [ 1 ] [ 2 ] [ 3 ]       |
| 2003  | Bulletproof Monk                   | Kuloodporny                       | Jade „Bad Girl” Kerensky |                                                       | [ 1 ] [ 2 ] [ 3 ]       |
| 2004  | White Chicks                       | Agenci bardzo specjalni           | Heather Vandergeld       |                                                       | [ 1 ] [ 2 ] [ 3 ] [ 4 ] |
| 2005  | Pretty Persuasion                  | Kochaj i mścij się                | Kathy Joyce              |                                                       | [ 1 ] [ 2 ] [ 3 ]       |
| 2005  | Sin City                           | Sin City: Miasto grzechu          | Goldie / Wendy           | podwójna rola                                         | [ 1 ] [ 2 ] [ 3 ]       |
| 2005  | Two for the Money                  | Podwójna gra                      | Alexandria               |                                                       | [ 1 ] [ 3 ]             |
| 2005  | Cheaper by the Dozen 2             | Fałszywa dwunastka II             | Anne Murtaugh            |                                                       | [ 1 ] [ 2 ] [ 3 ]       |
| 2006  | True True Lie                      | Ostrze pamięci                    | Nathalie                 |                                                       | [ 1 ] [ 2 ] [ 3 ]       |
| 2006  | The Alibi                          | Alibi                             | Heather Price            |                                                       | [ 1 ] [ 3 ]             |
| 2006  | The Tripper                        | Rzeź                              | Samantha                 |                                                       | [ 1 ] [ 2 ] [ 3 ]       |
| 2007  | They Wait                          | Krwawe wizje                      | Sarah                    |                                                       | [ 1 ] [ 2 ] [ 3 ]       |
| 2008  | The Spirit                         | Spirit – duch miasta              | Lorelei Rox              |                                                       | [ 1 ] [ 2 ] [ 3 ] [ 4 ] |
| 2009  | My Bloody Valentine 3D             | Krwawe walentynki 3D              | Sarah Palmer             |                                                       | [ 1 ] [ 2 ] [ 3 ]       |
| 2009  | Fanboys                            | –                                 | Amber                    | wymieniona w napisach po nazwiskiem Jaime King-Newman | [ 1 ] [ 2 ] [ 3 ]       |
| 2010  | Waiting for Forever                | Czekając na wieczność             | Susan Donner             |                                                       | [ 1 ] [ 2 ] [ 3 ]       |
| 2010  | A Fork in the Road                 | –                                 | April Rogers             |                                                       | [ 1 ] [ 2 ] [ 3 ]       |
| 2010  | Mother's Day                       | Powrót zła                        | Beth Sohapi              |                                                       | [ 1 ] [ 2 ] [ 3 ]       |
| 2012  | Red Tails                          | Eskadra "Czerwone ogony"          | „Axis Mary” (głos)       |                                                       | [ 1 ] [ 3 ]             |
| 2012  | Silent Night                       | –                                 | Aubrey Bradimore         |                                                       | [ 1 ] [ 2 ] [ 3 ]       |
| 2013  | The Pardon                         | –                                 | Toni Jo Henry            |                                                       | [ 1 ] [ 3 ]             |
| 2014  | Sin City: A Dame to Kill For       | Sin City 2: Damulka warta grzechu | Goldie / Wendy           |                                                       | [ 1 ] [ 2 ] [ 3 ]       |
| 2015  | Barely Lethal                      | Zabójcza                          | analityczka Knight       |                                                       | [ 1 ] [ 2 ] [ 3 ] [ 4 ] |
| 2017  | Bitch                              | Suka                              | Beth                     |                                                       | [ 1 ] [ 2 ] [ 3 ] [ 4 ] |
| 2018  | Ocean's Eight                      | –                                 | (w roli samej siebie)    |                                                       | [ 1 ] [ 3 ]             |
| 2018  | Escape Plan 2: Hades               | Plan ucieczki 2: Hades            | Abigail Ross             |                                                       | [ 1 ] [ 2 ] [ 3 ]       |
| 2019  | Escape Plan: The Extractors        | Plan ucieczki 3                   | Abigail Ross             |                                                       | [ 1 ] [ 2 ] [ 3 ]       |
| 2019  | Ice Cream in the Cupboard          | –                                 | dr Giselle Cohen         |                                                       | [ 1 ] [ 2 ]             |
| 2021  | Out of Death                       | Poza prawem                       | Shannon Mathers          |                                                       | [ 1 ] [ 2 ] [ 3 ]       |
| 2022  | Code Name Banshee                  | Kryptonim Banshee                 | Banshee                  |                                                       | [ 1 ] [ 2 ] [ 3 ]       |
| 2023  | Lights Out                         | –                                 | detektyw Ellen Ridgway   |                                                       | [ 1 ] [ 4 ]             |
| 2023  | The Resurrection of Charles Manson | –                                 | Annie                    |                                                       | [ 1 ] [ 2 ]             |
|       | How to Cook Your Daughter          | –                                 | Jessica                  |                                                       | [ 1 ] [ 5 ]             |
|       | Man's Son                          | –                                 |                          |                                                       | [ 4 ]                   |

| Produkcje telewizyjne |                                          |                              |                                                                                            |                                                                                |                         |
| Rok                   | Tytuł oryginalny                         | Tytuł polski                 | Rola                                                                                       | Uwagi                                                                          | Źr                      |
| 2004                  | Harry Green and Eugene                   | –                            | Anna Marie                                                                                 | niepuszczony pilot serialu telewizyjnego                                       | [ 1 ]                   |
| 2005                  | The O.C.                                 | Życie na fali                | Mary-Sue                                                                                   | serial telewizyjny, odcinek: „The Return of the Nana”                          | [ 1 ] [ 2 ] [ 6 ]       |
| 2005–2006             | Kitchen Confidential                     | Kill grill                   | Tanya                                                                                      | serial telewizyjny, 13 odcinków                                                | [ 1 ] [ 2 ] [ 6 ]       |
| 2006                  | The Worst Week of My Life                | –                            | Paige                                                                                      | serial telewizyjny, odcinek: „Pilot”                                           | [ 1 ]                   |
| 2006–2007             | The Class                                | Nasza klasa                  | Palmer                                                                                     | serial telewizyjny, 6 odcinków; rola cykliczna                                 | [ 1 ] [ 2 ] [ 6 ]       |
| 2008–2009             | Gary Unmarried                           | Rozwodnik Gary               | Vanessa Flood                                                                              | serial telewizyjny, 13 odcinków                                                | [ 1 ] [ 2 ] [ 6 ]       |
| 2009                  | Tit for Tat                              | –                            | Jaime                                                                                      | serial telewizyjny, 1 odcinek; także scenarzystka i producentka                | [ 1 ] [ 6 ]             |
| 2009–2012             | Star Wars: The Clone Wars                | Gwiezdne wojny: Wojny klonów | Luce / Siostra Nocy / Aurra Sing / droid / Cassie Cryar / małpka Muk Muk / kapłanka (głos) | serial telewizyjny, 7 odcinków                                                 | [ 1 ] [ 6 ]             |
| 2010                  | Spartacus: Blood and Sand - Motion Comic | –                            | Elissa (głos)                                                                              | serial telewizyjny, odcinek: „The Beast of Carthage”                           | [ 1 ] [ 6 ]             |
| 2010                  | My Generation                            | –                            | Jackie Vachs                                                                               | serial telewizyjny                                                             | [ 1 ] [ 2 ] [ 6 ]       |
| 2010                  | Scream Queens                            | –                            | (w roli samej siebie)                                                                      | program telewizyjny, gospodarz w drugim sezonie                                | [ 6 ]                   |
| 2011–2015             | Hart of Dixie                            | Doktor Hart                  | Lemon Breeland                                                                             | serial telewizyjny                                                             | [ 1 ] [ 2 ] [ 6 ]       |
| 2011                  | Celebrity Ghost Stories                  |                              | (w roli samej siebie)                                                                      | serial telewizyjny, odcinek 28                                                 | [ 6 ]                   |
| 2011                  | Love Bites                               | Miłość w wielkim mieście     | Amanda                                                                                     | serial telewizyjny, odcinek: „Modern Plagues”                                  | [ 1 ] [ 2 ] [ 6 ]       |
| 2014                  | Comedy Bang! Bang!                       | –                            | Sheila Linter                                                                              | serial telewizyjny, odcinek: „Dane Cook Wears a Black Blazer & Tailored Pants” | [ 1 ] [ 6 ]             |
| 2016                  | Lip Sync Battle                          | –                            | (w roli samej siebie)                                                                      | serial telewizyjny, odcinek: „Olivia Munn vs. Kevin Hart”                      | [ 6 ]                   |
| 2016                  | The Mistletoe Promise                    | Obietnica pod jemiołą        | Elise Donner                                                                               |                                                                                | [ 1 ] [ 6 ]             |
| 2016                  | Robot Chicken                            | –                            | Shani / Anita Radcliffe / Cleo de Nile (głos)                                              | serial telewizyjny, odcinek: „Yogurt in a Bag”                                 | [ 1 ] [ 6 ]             |
| 2018                  | Transformers: Power of the Primes        | –                            | Solus Prime (głos)                                                                         |                                                                                | [ 1 ] [ 7 ]             |
| 2019–2021             | Black Summer                             | –                            | Rose                                                                                       | serial telewizyjny                                                             | [ 1 ] [ 2 ] [ 4 ] [ 6 ] |